# تورستن بيكر
تورستن بيكر (بالألمانية: Thorsten Becker)‏ (13 مايو 1980 - ) هو لاعب كرة قدم ألماني في مركز الدفاع. لعب مع بادربورن 07 وHövelhofer SV ‏.

## وصلات خارجية
- تورستن بيكر على موقع قاعدة بيانات كرة القدم.إي يو (الإنجليزية)
- تورستن بيكر على موقع بيانات كرة القدم. دي إي (الألمانية)
- تورستن بيكر على موقع عالم كرة القدم.نت (الإنجليزية)